# Vuelo 427 de TWA
El vuelo 427 de TWA fue un vuelo regular de pasajeros de Trans World Airlines que había partido del Aeropuerto Internacional Lambert-San Luis (STL) en Bridgeton, Misuri (Estados Unidos) el 22 de noviembre de 1994, operado usando un McDonnell Douglas MD-82.  Durante la carrera de despegue golpeó a una Cessna 441 Conquest II, matando a sus dos ocupantes.

## Aeronaves
El vuelo 427 de TWA fue un vuelo regular de pasajeros desde el aeropuerto internacional St. Louis al aeropuerto internacional Stapleton en Denver, Colorado. En el momento del accidente, el vuelo 427 fue operado utilizando un McDonnell Douglas MD-82 (registro N954U). Había 132 pasajeros y 8 tripulantes a bordo.  El capitán del vuelo 427 fue Rick Carr, el primer oficial fue Randy Speed, y Randy Richardson fue un piloto fuera de servicio que ocupaba el tercer asiento de cabina.
El 22 de noviembre de 1994, Superior Aviation, Inc., una aerolínea chárter, operaba un vuelo chárter al aeropuerto internacional St. Louis utilizando un Cessna 441 Conquest II (registro N441KM). Después de que el pasajero del vuelo chárter desembarcó en St. Louis, el Cessna tenía previsto partir de St. Louis efectuando otro vuelo chárter.

## Accidente
El vuelo 427 tenía previsto partir de STL a las 21:34 CST, pero efectuó el arranque de motores quince minutos más tarde. Aparte del retraso, la operaciones en tierra fueron rutinarias. El vuelo 427 recibió instrucciones para rodar a la pista 30R. A las 22:01, el primer oficial avisó a los controladores locales que el vuelo 427 estaba listo para partir de la pista 30R.
El Cessna había llegado a STL y, sobre las 21:40, rodaba a la terminal de aviación ejecutiva para desembarcar al pasajero. A las 21:58, el piloto del Cessna avisó al control de tierra de que estaba listo para rodar a la pista para su salida. El controlador de tierra dio instrucciones al Cessna para «retroceso y rodaje» en pista 31, y luego esperar la autorización del controlador para efectuar la salida. Aunque no es término aeronáutico formal, «retroceso y rodaje» generalmente se refiere a utilizar una pista para rodar en dirección opuesta a la dirección del tráfico en despegue o aterrizaje, con el fin de alcanzar la posición de despegue. Aunque el controlador de tierra se refirió específicamente a la pista 31, el piloto del Cessna no repitió el número de la pista cuando confirmó las instrucciones. Tras ser autorizado a retroceso y rodaje en pista 31, el piloto del Cessna rodó en su lugar por la pista 30R, donde el vuelo 427 estaba preparado para despegar.
A las 22:01:23, el vuelo 427 fue autorizado a despegar de la pista 30R, y el MD-82 se internó en la pista 30R, con Speed a los mandos.: 2  El vuelo 427 comenzó la carrera de despegue por la pista a las 22:02:27.  Dos segundos más tarde, el piloto del Cessna avisó al controlador local de que estaba «listo para circular por la derecha». A las 22:02:40, Carr informó de velocidad de 80 nudos; 2-3 segundos después, Richardson gritó, «¡Hay un avión!». En ese momento, tanto Speed como Carr vieron el Cessna y aplicaron los frenos, y Carr aplicó un duro viraje a la izquierda para intentar salir de la dirección del Cessna. Unos 2-3 segundos después de haber visto por primera vez al Cessna, la tripulación del vuelo 427 sintió el impacto con el Cessna en el lado derecho del avión. La tripulación del vuelo 427 abortó el despegue, y consiguió detener el avión en lado izquierdo de la pista 30R.
El ala derecha del MD-82 arrancó los estabilizadores horizontales y verticales del fuselaje del Cessna, y cortó la parte superior del fuselaje y la cabina del Cessna; matando a ambos ocupantes de la aeronave. El fuselaje principal del MD-82 no resultó dañado, y nadie a bordo del MD-82 falleció o resultó herido en la colisión. Carr detuvo los motores del MD-82 y de inmediato llamó a los vehículos de emergencia. Carr a continuación solicitó ayuda a la torre para determinar la presencia de fuego; el controlador negó la presencia de llamas, y luego afirmó que se suponía que el Cessna no debía estar en la pista 30R, diciéndole a Carr, «Se suponía que estaban en la pista tres uno. No vi el avión en la pista». Carr respondió, «Todo eso luego, ahora solo quiero asegurarme de que todos estén a salvo aquí».
Debido a una importante fuga de combustible de reactor, existía un importante riesgo de incendio por lo que se hizo necesaria una evacuación inmediata. Ocho pasajeros sufrieron lesiones menores durante la evacuación del avión. La dirección del aeropuerto optó por no cerrar el aeropuerto tras el accidente. Los aviones continuaron aterrizando en la pista 30L y rodando en las proximidades durante la evacuación de los pasajeros.

## Investigación
La investigación llevada a cabo por la Junta Nacional de Seguridad en el Transporte determinó que el Cessna había volado anteriormente desde Iron Mountain, Michigan. Había aterrizado en la pista 30R y desembarcado un pasajero antes de prepararse para el vuelo de regreso. Un piloto comercial y un pasajero con licencia de piloto, casado con un empleado de Superior Aviation, estaban a bordo cuando abandonó la plataforma. La NTSB no pudo determinar la razón de que el piloto del Cessna rodara por la pista equivocada, pero se formularon distintas hipótesis, incluyendo fatiga debido a las horas en que ocurrió y ansiedad causada por el deterioro meteorológico en el destino del Cessna. finalmente, la NTSB concluyó finalmente que el piloto se habría hecho una imagen preconcebida de que iba a utilizar la pista 30R, que había utilizado al llegar, en lugar de la pista 31.
La información del Servicio Automático de Información de Terminal comunicaba a los pilotos que las pistas 30L y 30R estaban en uso para salidas y llegadas. Aunque la pista 31 estaba siendo usada por rutina para aeronaves de aviación general, esta información no estaba incluida en la transmisión ATIS horaria. La NTSB creía que si el ATIS hubiera mencionado a la pista 31 como activa, el piloto del Cessna podría haber estado más atento a las indicaciones de dirigirse a la pista 31 durante las instrucciones de rodaje del controlador aéreo. Además, la NTSB criticó el uso por parte del controlador de tierra de fraseología no estándar y el fallo para requerir al piloto del Cessna que repita la pista a la que estaba autorizado.
Según un portavoz de la NTSB, los pilotos del vuelo 427 evitaron un desastre mayor al llevar el avión hacia la izquierda antes del impacto, una maniobra que «evitó un desastre mucho mayor».

## Consecuencias
La NTSB recomendó que a los pilotos se les requiera la colación de la pista asignada y que los controladores verifiquen que la respuesta sea correcta. Como respuesta, la FAA modificó el manual del Control de Tráfico Aéreo para exigir a los controladores la obtención de la confirmación de la pista asignada por parte de los pilotos tras proporcionarles instrucciones de rodaje. La NTSB respaldó la acción de la FAA y expresó su opinión relativa a que si este procedimiento se hubiera llevado a cabo el día del accidente, este no hubiera tenido lugar. La NTSB también recomendó que la FAA formalizara el término «retroceso y rodaje» ya que al ser ampliamente extendido su uso debía darse significación al término.: 9 
Además, la NTSB recomendó que se instale un radar de tierra en STL, y reiteró su recomendación de que todos los aeropuertos debían ser inmediatamente cerrados tras cualquier incidente hasta que la situación esté completamente controlada.
En 2008, la pista 13/31 fue convertida en la calle de rodaje F. La calle de rodaje R había sido renombrada como J y la calle P es ahora la E.